# Serie C 2020-2021 (calcio femminile)
L'edizione 2020-2021 è stata la terza edizione del campionato italiano di Serie C di calcio femminile, terza serie nazionale. Il campionato è iniziato l'11 ottobre 2020 e si sarebbe dovuto concludere il 16 maggio 2021. Una riprogrammazione del calendario, a seguito di una sospensione in autunno a causa delle restrizioni legate al contrasto alla pandemia di COVID-19, ha portato la fine del campionato al 20 giugno 2021.

## Stagione

### Novità
Alla terza edizione del campionato nazionale di Serie C hanno avuto il diritto di chiedere l'iscrizione tutte le 42 squadre che hanno acquisito tale diritto al termine della Serie C 2019-2020, le 2 squadre retrocesse dalla Serie B 2019-2020, tutte le 17 squadre vincitrici i rispettivi campionati regionali e la squadra vincitrice della Coppa Italia regionale. Dalla Serie C 2019-2020 sono stati promossi in Serie B il Como, il Vicenza, il Pontedera e il Pomigliano; mentre sono state retrocesse in Eccellenza l'Academy Parma, il Caprera, l'Atletico Oristano, il San Paolo, il Grifone Gialloverde, l'Imolese, il Dream Team Femminile e il Real Bellante. Dalla Serie B 2019-2020 sono stati retrocessi il Perugia e la Novese.
Delle squadre aventi diritto non sono state ammesse per espressa rinuncia alla partecipazione al campionato:
- A.C.F. Biellese,
- A.S.D. Catania C.F.,
- A.S.D. Femminile Juventus Torino,
- F.C.D. Novese C.F.,
- A.S.D. Pfalzen,
- A.S.D. Real Cassino Colosseo.

Tra le aventi diritto, non è stata ammessa per espressa rinuncia alla partecipazione al campionato dopo parere negativo della CO.VI.SO.D:
- S.S.D. San Bernardo Luserna C.F.

Sempre tra le aventi diritto, non sono state ammesse per non aver presentato domanda di iscrizione al campionato:
- A.S.D.C. Canelli SDS 1922,
- A.S.D. Free Girls,
- C.F. Südtirol Damen Bolzano A.D.,
- G.S. San Miniato A.S.D.,
- A.S.D. Voluntas Osio,
- Cagliari Calcio.

Sono state ripescate in Serie B 2020-2021 a completamento organico la S.S.D. Brescia C.F. e l'A.C. Perugia Calcio.
A completamento organico sono state ammesse, in qualità di ripescate, le seguenti società:
- A.S.D. Atletico Oristano C.F.,
- G.S. C.F. Caprera.

Inoltre, è stata ammessa in sovrannumero la A.S.D.C.F. Permac Vittorio Veneto, che aveva rinunciato all'iscrizione in Serie B.
Il 9 settembre 2020, a gironi già composti, l'A.S.D. Ripalimosani 1963 ha effettuato rinuncia alla partecipazione al campionato e il giorno successivo la LND ha annunciato il ripescaggio della Ternana Calcio, inserendola nel girone D, dove doveva giocare la squadra molisana. Tre giorni dopo anche l'A.S.D. Gordige Calcio Ragazze ha espresso rinuncia e il 14 settembre la LND ha ripescato un'altra squadra del Veneziano, il Portogruaro Calcio A.S.D., piazzandola nel girone B. Il 30 settembre la società A.S.D. Le Streghe Benevento C.F. ha rinunciato alla partecipazione al campionato; in questo caso la LND ha optato per non procedere a nessun ripescaggio.
La A.S.D. Real Montecchio Maggiore ha cambiato denominazione in A.S.D. Le Torri F.C. La A.S.D. Salento Women Soccer ha cambiato denominazione in A.S.D. Lecce Women. L'A.S.D.A.C.F. Trento Clarentia ha cambiato denominazione in A.S.D. Trento Calcio Femminile. La A.S.D. Ludos ha cambiato denominazione in A.S.D. Palermo. L'A.S.D. Cross Roads Calcio ha cambiato denominazione in A.S.D. Formello Calcio Cross Roads. Il titolo sportivo dell'A.S.D. Bologna F.C. 1909 è stato attribuito al Bologna F.C. 1909. Il titolo sportivo dell'A.S.D. Calcio Femminile Catanzaro è stato invece attribuito al F.C. Crotone.

### Formula
Le 49 squadre partecipanti sono state divise in quattro gironi da 12 squadre ciascuno, eccetto il girone B composto da 13 squadre. In ogni girone le squadre si affrontano in un girone all'italiana con partite di andata e ritorno per un totale di 22 giornate (26 giornate per il girone B, delle quali due valgono come riposo). Le squadre prime classificate di ciascun girone, per un totale di quattro squadre, sono promosse direttamente in Serie B. Le ultime due classificate di ciascun girone sarebbero dovute essere retrocesse nei rispettivi campionati regionali di Eccellenza, ma, a seguito di delibera del Consiglio Federale FIGC, è stato deciso di limitare il numero di squadre retrocesse in Eccellenza a una per girone, considerando anche che nel girone D una squadra aveva rinunciato alla partecipazione.

### Avvenimenti
Il 5 novembre 2020 la LND, tenuto conto delle più recenti disposizioni governative per contrastare la pandemia di COVID-19, ha disposto il rinvio delle partite in programma dall'8 novembre al 6 dicembre 2020 che vedono coinvolte società appartenenti alla zona rossa (Calabria, Lombardia, Piemonte e Valle d'Aosta) e alla zona arancione (Puglia e Sicilia). Il 7 novembre sono state rinviate anche le partite in programma nel medesimo lasso temporale che vedono coinvolte le società appartenenti alla provincia autonoma di Bolzano, inserita anch'essa nella zona rossa.
L'11 novembre 2020 la LND ha sospeso le attività agonistiche della Serie C su tutto il territorio nazionale fino al 6 dicembre successivo. Il 2 dicembre 2020 la LND ha diramato i calendari aggiornati per i quattro gironi, prevedendo la ripresa il 24 gennaio 2021 previa disputa di tutti i recuperi nelle due settimane precedenti.

## Girone A

### Squadre partecipanti
| Club                       | Città                   | Stagione precedente                            |
| -------------------------- | ----------------------- | ---------------------------------------------- |
| A.C.F. Alessandria         | Alessandria             | 12º posto in Serie C/A                         |
| C.S.R. D. Azalee           | Gallarate (VA)          | 4º posto in Serie C/A                          |
| U.S.D. Campomorone Lady    | Ceranesi (GE)           | 5º posto in Serie C/A                          |
| G.S. C.F. Caprera          | La Maddalena (SS)       | 14º posto in Serie C/A                         |
| Genoa Cricket & F.C.       | Genova                  | 1º posto in Eccellenza Liguria                 |
| A.S.D. Independiente Ivrea | Ivrea (TO)              | 1º posto in Eccellenza Piemonte-V.d.A girone A |
| F.C.D. Pinerolo            | Pinerolo (TO)           | 8º posto in Serie C/A                          |
| S.S.D. Pro Sesto           | Sesto San Giovanni (MI) | 1º posto in Eccellenza Lombardia               |
| A.S.D. Real Meda C.F.      | Meda (MB)               | 2º posto in Serie C/A                          |
| A.S.D. Speranza Agrate     | Agrate Brianza (MB)     | 7º posto in Serie C/A                          |
| A.S.D. Spezia C.F.         | La Spezia               | 7º posto in Serie C/C                          |
| Torino Women A.S.D.        | Torino                  | 6º posto in Serie C/A                          |

### Classifica finale
Classifica e verdetti come da comunicato ufficiale della LND.
|  | Pos. | Squadra             | Pt | G  | V  | N | P  | GF | GS | DR  |
|  | ---- | ------------------- | -- | -- | -- | - | -- | -- | -- | --- |
|  | 1.   | Pro Sesto           | 54 | 22 | 17 | 3 | 2  | 74 | 21 | +53 |
|  | 2.   | Torino              | 45 | 22 | 14 | 3 | 5  | 49 | 22 | +27 |
|  | 3.   | Genoa               | 43 | 22 | 13 | 4 | 5  | 41 | 26 | +15 |
|  | 4.   | Campomorone Lady    | 41 | 22 | 13 | 2 | 7  | 57 | 38 | +19 |
|  | 5.   | Pinerolo            | 37 | 22 | 11 | 4 | 7  | 49 | 40 | +9  |
|  | 6.   | Real Meda           | 34 | 22 | 9  | 7 | 6  | 44 | 30 | +14 |
|  | 7.   | Azalee              | 30 | 22 | 9  | 3 | 10 | 51 | 33 | +18 |
|  | 8.   | Independiente Ivrea | 30 | 22 | 9  | 3 | 10 | 34 | 38 | -4  |
|  | 9.   | Speranza Agrate     | 26 | 22 | 7  | 5 | 10 | 33 | 32 | +1  |
|  | 10.  | Caprera             | 16 | 22 | 5  | 1 | 16 | 26 | 74 | -48 |
|  | 11.  | Spezia              | 9  | 22 | 2  | 3 | 17 | 23 | 78 | -55 |
|  | 12.  | Alessandria (-1)    | 8  | 22 | 1  | 6 | 15 | 21 | 70 | -49 |

Legenda:
      Promossa in Serie B 2021-2022
      Retrocessa in Eccellenza 2021-2022
Note:
Tre punti a vittoria, uno a pareggio, zero a sconfitta.
L'Alessandria ha scontato un punto di penalizzazione.

### Risultati
|                     | Ale  | Aza  | Cam  | Cap  | Gen  | Ind  | Pin  | Pro  | ReM  | SAg  | Spe  | Tor  |
| ------------------- | ---- | ---- | ---- | ---- | ---- | ---- | ---- | ---- | ---- | ---- | ---- | ---- |
| Alessandria         | –––– | 1-4  | 0-6  | 0-0  | 0-2  | 1-1  | 1-3  | 0-3  | 1-3  | 1-1  | 1-3  | 1-3  |
| Azalee              | 3-0  | –––– | 1-4  | 3-1  | 0-1  | 5-0  | 4-1  | 0-1  | 1-1  | 1-1  | 1-1  | 1-2  |
| Campomorone Lady    | 6-2  | 1-3  | –––– | 3-1  | 3-0  | 3-1  | 5-2  | 2-3  | 3-3  | 3-2  | 3-1  | 0-2  |
| Caprera             | 3-0  | 1-5  | 5-4  | –––– | 0-4  | 2-4  | 0-3  | 3-2  | 1-3  | 1-4  | 3-0  | 0-5  |
| Genoa               | 2-2  | 2-1  | 0-1  | 3-0  | –––– | 3-0  | 0-1  | 1-1  | 1-1  | 1-0  | 2-1  | 4-2  |
| Independiente Ivrea | 5-0  | 3-2  | 1-0  | 3-1  | 1-2  | –––– | 0-1  | 1-2  | 2-1  | 1-0  | 2-1  | 0-1  |
| Pinerolo            | 1-3  | 1-7  | 3-4  | 9-0  | 7-1  | 3-0  | –––– | 0-5  | 0-0  | 1-1  | 1-0  | 1-0  |
| Pro Sesto           | 8-0  | 4-1  | 1-1  | 5-0  | 1-1  | 3-2  | 5-1  | –––– | 4-0  | 5-2  | 8-2  | 2-1  |
| Real Meda           | 1-0  | 3-2  | 1-2  | 7-0  | 2-0  | 1-1  | 3-3  | 0-3  | –––– | 1-1  | 6-0  | 1-2  |
| Speranza Agrate     | 7-2  | 1-0  | 2-1  | 2-0  | 0-1  | 2-0  | 1-2  | 1-4  | 1-2  | –––– | 2-2  | 1-0  |
| Spezia              | 3-3  | 0-4  | 1-2  | 2-3  | 0-6  | 3-5  | 0-5  | 1-4  | 0-3  | 2-1  | –––– | 0-5  |
| Torino              | 2-2  | 3-2  | 3-0  | 3-1  | 2-4  | 1-1  | 0-0  | 1-0  | 2-1  | 1-0  | 8-0  | –––– |

## Girone B

### Squadre partecipanti
| Club                              | Città                              | Stagione precedente                                |
| --------------------------------- | ---------------------------------- | -------------------------------------------------- |
| A.S.D. Accademia SPAL             | Ferrara                            | 4º posto in Serie C/B                              |
| A.S.D. Atletico Oristano C.F.     | Oristano                           | 13º posto in Serie C/B                             |
| A.S.D. S.S.V. Brixen OBI          | Bressanone (BZ)                    | 4º posto in Serie C/B                              |
| A.S.D. Cortefranca Calcio         | Corte Franca (BS)                  | 7º posto in Serie C/B                              |
| U.S. Isera                        | Isera (TN)                         | 11º posto in Serie C/B                             |
| A.S.D. Le Torri F.C.              | Lerino (VI)                        | 1º posto in Eccellenza Veneto-Friuli V.G. girone 1 |
| A.S.D. Calcio Padova Femminile    | Padova                             | 6º posto in Serie C/B                              |
| Portogruaro Calcio A.S.D.         | Portogruaro (VE)                   | 2º posto in Eccellenza Veneto-Friuli V.G. girone 1 |
| A.S.D. Trento Calcio Femminile    | Trento                             | 5º posto in Serie C/B                              |
| U.S. Triestina Calcio 1918        | Trieste                            | 1º posto in Eccellenza Veneto-Friuli V.G. girone 2 |
| F.C. Unterland Damen              | Cortina sulla Strada del Vino (BZ) | 3º posto in Serie C/B                              |
| A.S.D. Venezia F.C. Femminile     | Venezia                            | 8º posto in Serie C/B                              |
| A.S.D.C.F. Permac Vittorio Veneto | Vittorio Veneto (TV)               | 7º posto in Serie B                                |

### Classifica finale
Classifica e verdetti come da comunicato ufficiale della LND.
|  | Pos. | Squadra           | Pt | G  | V  | N | P  | GF  | GS  | DR   |
|  | ---- | ----------------- | -- | -- | -- | - | -- | --- | --- | ---- |
|  | 1.   | Cortefranca       | 64 | 24 | 20 | 4 | 0  | 112 | 10  | +102 |
|  | 2.   | Trento CF         | 57 | 24 | 18 | 3 | 3  | 58  | 20  | +38  |
|  | 3.   | Brixen OBI        | 54 | 24 | 16 | 6 | 2  | 74  | 13  | +61  |
|  | 4.   | Venezia           | 48 | 24 | 15 | 3 | 6  | 75  | 29  | +46  |
|  | 5.   | Padova            | 45 | 24 | 13 | 6 | 5  | 52  | 24  | +28  |
|  | 6.   | Triestina         | 43 | 24 | 13 | 4 | 7  | 57  | 44  | +13  |
|  | 7.   | Unterland         | 40 | 24 | 12 | 4 | 8  | 55  | 38  | +17  |
|  | 8.   | Vittorio Veneto   | 30 | 24 | 9  | 3 | 12 | 43  | 46  | -3   |
|  | 9.   | Atletico Oristano | 21 | 24 | 6  | 3 | 15 | 36  | 69  | -33  |
|  | 10.  | Accademia SPAL    | 17 | 24 | 5  | 2 | 17 | 32  | 77  | -45  |
|  | 11.  | Portogruaro       | 13 | 24 | 4  | 1 | 19 | 24  | 67  | -43  |
|  | 12.  | Isera             | 11 | 24 | 3  | 2 | 19 | 19  | 63  | -44  |
|  | 13.  | Le Torri          | 4  | 24 | 1  | 1 | 22 | 16  | 153 | -137 |

Legenda:
      Promossa in Serie B 2021-2022
      Retrocessa in Eccellenza 2021-2022
Note:
Tre punti a vittoria, uno a pareggio, zero a sconfitta.

### Risultati
|                   | AcS  | Atl  | Bri  | Cor  | Ise  | LeT  | Pad  | Por  | Tre  | Tri  | Unt  | Ven  | Vit  |
| ----------------- | ---- | ---- | ---- | ---- | ---- | ---- | ---- | ---- | ---- | ---- | ---- | ---- | ---- |
| Accademia SPAL    | –––– | 1-2  | 0-7  | 0-1  | 3-3  | 3-0  | 0-6  | 2-1  | 0-3  | 2-5  | 0-3  | 0-5  | 3-2  |
| Atletico Oristano | 3-1  | –––– | 2-2  | 0-6  | 1-2  | 1-0  | 1-3  | 0-4  | 0-1  | 1-5  | 0-1  | 0-6  | 4-2  |
| Brixen OBI        | 4-0  | 2-0  | –––– | 1-1  | 1-0  | 9-0  | 1-1  | 9-0  | 0-1  | 5-1  | 3-1  | 3-1  | 2-1  |
| Cortefranca       | 7-1  | 11-1 | 0-0  | –––– | 5-1  | 17-0 | 1-0  | 9-0  | 2-0  | 2-2  | 1-0  | 7-1  | 4-1  |
| Isera             | 0-2  | 1-3  | 1-1  | 0-7  | –––– | 3-2  | 1-2  | 0-1  | 2-3  | 1-3  | 0-3  | 0-5  | 1-3  |
| Le Torri          | 1-4  | 4-4  | 0-12 | 0-11 | 1-0  | –––– | 0-7  | 0-4  | 0-6  | 0-5  | 0-3  | 0-12 | 3-7  |
| Padova            | 4-2  | 2-1  | 0-1  | 1-3  | 1-0  | 11-0 | –––– | 2-1  | 2-0  | 3-1  | 0-0  | 0-0  | 1-1  |
| Portogruaro       | 2-2  | 2-5  | 0-3  | 0-7  | 0-1  | 6-1  | 0-2  | –––– | 1-3  | 1-2  | 0-2  | 0-3  | 0-1  |
| Trento CF         | 4-2  | 3-3  | 1-0  | 0-0  | 3-0  | 5-0  | 0-1  | 4-0  | –––– | 2-1  | 3-0  | 2-0  | 2-1  |
| Triestina         | 4-1  | 2-1  | 0-4  | 0-3  | 2-1  | 8-3  | 1-1  | 2-0  | 2-2  | –––– | 3-3  | 2-4  | 1-0  |
| Unterland         | 3-2  | 4-1  | 2-2  | 1-3  | 4-1  | 4-0  | 5-0  | 2-1  | 1-4  | 3-4  | –––– | 3-3  | 1-2  |
| Venezia           | 4-1  | 1-0  | 0-1  | 0-2  | 6-0  | 4-0  | 2-0  | 3-0  | 2-4  | 1-0  | 4-1  | –––– | 3-3  |
| Vittorio Veneto   | 3-0  | 3-2  | 0-1  | 0-2  | 1-0  | 7-1  | 2-2  | 2-0  | 0-2  | 0-1  | 1-5  | 0-5  | –––– |

## Girone C

### Squadre partecipanti
| Club                                 | Città                  | Stagione precedente                   |
| ------------------------------------ | ---------------------- | ------------------------------------- |
| A.S.D. Aprilia Racing Femminile      | Aprilia (LT)           | 5º posto in Serie C/D                 |
| A.C.F. Arezzo A.S.D.                 | Arezzo                 | 9º posto in Serie C/C                 |
| Bologna F.C. 1909                    | Bologna                | 10º posto in Serie C/C                |
| Pol. Dil. Cella                      | Reggio Emilia          | 1º posto in Eccellenza Emilia Romagna |
| A.S.D. Ducato Spoleto                | Spoleto (PG)           | 1º posto in Eccellenza Umbria         |
| A.S.D. Filecchio Fratres             | Filecchio (LU)         | 1º posto in Eccellenza Toscana        |
| A.D.P. L.F. Jesina Femminile         | Jesi (AN)              | 3º posto in Serie C/C                 |
| A.S.D. C.F. Pistoiese 2016           | Pistoia                | 6º posto in Serie C/C                 |
| A.S.D. Femminile Riccione            | Riccione (RN)          | 5º posto in Serie C/C                 |
| A.S.D. Roma XIV Decimoquarto         | Roma                   | 12º posto in Serie C/D                |
| A.S.D. F.C. Sassari Torres Femminile | Sassari                | 2º posto in Serie C/C                 |
| A.S.D. Vis Civitanova                | Civitanova Marche (MC) | 1º posto in Eccellenza Marche         |

### Classifica finale
Classifica e verdetti come da comunicato ufficiale della LND.
|  | Pos. | Squadra             | Pt | G  | V  | N | P  | GF | GS  | DR   |
|  | ---- | ------------------- | -- | -- | -- | - | -- | -- | --- | ---- |
|  | 1.   | Torres              | 58 | 22 | 19 | 1 | 2  | 99 | 10  | +89  |
|  | 2.   | Arezzo              | 53 | 22 | 17 | 2 | 3  | 85 | 16  | +69  |
|  | 3.   | Bologna             | 53 | 22 | 17 | 2 | 3  | 64 | 19  | +45  |
|  | 4.   | Filecchio Fratres   | 47 | 22 | 15 | 2 | 5  | 66 | 21  | +45  |
|  | 5.   | L.F. Jesina         | 37 | 22 | 12 | 1 | 9  | 63 | 30  | +33  |
|  | 6.   | Pistoiese 2016 (-1) | 31 | 22 | 10 | 2 | 10 | 40 | 38  | +2   |
|  | 7.   | Aprilia Racing      | 29 | 22 | 9  | 2 | 11 | 36 | 44  | -8   |
|  | 8.   | Roma XIV            | 22 | 22 | 6  | 4 | 12 | 25 | 63  | -38  |
|  | 9.   | Riccione            | 20 | 22 | 5  | 5 | 12 | 32 | 51  | -19  |
|  | 10.  | Cella (-1)          | 15 | 22 | 4  | 4 | 14 | 31 | 63  | -32  |
|  | 11.  | Vis Civitanova      | 10 | 22 | 1  | 7 | 14 | 15 | 73  | -58  |
|  | 12.  | Ducato Spoleto (-1) | 1  | 22 | 0  | 2 | 20 | 6  | 134 | -128 |

Legenda:
      Promossa in Serie B 2021-2022
      Retrocessa in Eccellenza 2021-2022
Note:
Tre punti a vittoria, uno a pareggio, zero a sconfitta.
La Pistoiese 2016 ha scontato un punto di penalizzazione.
Il Cella ha scontato un punto di penalizzazione.
Il Ducato Spoleto ha scontato un punto di penalizzazione.

### Risultati
|                   | Apr  | Are  | Bol  | Cel  | Duc  | Fil  | Jes  | Pis  | Ric  | Rom  | Sas  | Vis  |
| ----------------- | ---- | ---- | ---- | ---- | ---- | ---- | ---- | ---- | ---- | ---- | ---- | ---- |
| Aprilia Racing    | –––– | 0-1  | 1-3  | 3-0  | 3-0  | 0-5  | 3-1  | 1-2  | 2-1  | 2-0  | 0-10 | 2-1  |
| Arezzo            | 3-0  | –––– | 1-0  | 6-0  | 6-0  | 3-2  | 4-1  | 6-2  | 3-1  | 5-0  | 1-1  | 3-1  |
| Bologna           | 2-0  | 0-0  | –––– | 3-0  | 8-0  | 3-3  | 2-1  | 2-0  | 3-0  | 9-0  | 2-1  | 8-0  |
| Cella             | 2-1  | 0-8  | 1-2  | –––– | 11-0 | 0-3  | 1-4  | 0-2  | 1-4  | 5-5  | 0-6  | 2-2  |
| Ducato Spoleto    | 0-8  | 0-13 | 1-4  | 0-1  | –––– | 0-9  | 1-8  | 0-1  | 1-5  | 0-3  | 0-10 | 0-0  |
| Filecchio Fratres | 1-0  | 2-0  | 0-1  | 2-0  | 6-1  | –––– | 0-1  | 2-0  | 1-0  | 4-1  | 1-2  | 2-2  |
| Jesina            | 4-1  | 2-1  | 0-2  | 2-3  | 14-0 | 2-3  | –––– | 2-0  | 4-0  | 3-0  | 0-2  | 4-0  |
| Pistoiese 2016    | 3-0  | 0-4  | 5-2  | 1-0  | 10-0 | 0-4  | 1-2  | –––– | 4-2  | 0-0  | 0-4  | 0-1  |
| Riccione          | 1-1  | 1-2  | 1-2  | 4-2  | 7-1  | 1-7  | 1-1  | 1-1  | –––– | 0-0  | 0-3  | 0-0  |
| Roma XIV          | 1-4  | 0-6  | 0-4  | 1-1  | 3-0  | 0-3  | 2-0  | 1-2  | 1-0  | –––– | 0-8  | 5-2  |
| Sassari Torres    | 2-3  | 3-1  | 4-1  | 3-0  | 3-0  | 3-0  | 2-0  | 3-0  | 11-0 | 5-1  | –––– | 6-0  |
| Vis Civitanova    | 1-1  | 0-8  | 0-1  | 1-1  | 1-1  | 1-6  | 1-7  | 1-6  | 0-2  | 0-1  | 0-7  | –––– |

## Girone D

### Squadre partecipanti
| Club                               | Città                             | Stagione precedente                   |
| ---------------------------------- | --------------------------------- | ------------------------------------- |
| A.S.D. Apulia Trani                | Trani                             | 11º posto in Serie C/D                |
| A.S.D. C.F. Chieti                 | Chieti                            | 4º posto in Serie C/D                 |
| F.C. Crotone                       | Crotone                           | -                                     |
| A.S.D. Formello Calcio Cross Roads | Formello (RM)                     | 1º posto in Eccellenza Lazio girone A |
| A.S.D. Lecce Women                 | Lecce                             | 7º posto in Serie C/D                 |
| A.S.D. Monreale Calcio             | Monreale (PA)                     | 1º posto in Eccellenza Sicilia        |
| A.S.D. Palermo                     | Palermo                           | 2º posto in Serie C/D                 |
| A.S.D. Pescara C.F.                | Pescara                           | 8º posto in Serie C/D                 |
| A.S.D. Res Women                   | Roma                              | 4º posto in Serie C/C                 |
| A.S.D. S. Egidio Femminile         | Sant'Egidio del Monte Albino (SA) | 3º posto in Serie C/D                 |
| Ternana Calcio                     | Terni                             | 3º posto in Eccellenza Umbria         |

### Classifica finale
Classifica e verdetti come da comunicato ufficiale della LND.
|  | Pos. | Squadra              | Pt | G  | V  | N | P  | GF | GS | DR  |
|  | ---- | -------------------- | -- | -- | -- | - | -- | -- | -- | --- |
|  | 1.   | Palermo              | 52 | 20 | 17 | 1 | 2  | 66 | 24 | +42 |
|  | 2.   | Chieti               | 45 | 20 | 13 | 6 | 1  | 38 | 20 | +18 |
|  | 3.   | Res Roma             | 43 | 20 | 13 | 4 | 3  | 55 | 19 | +36 |
|  | 4.   | Lecce                | 33 | 20 | 9  | 6 | 5  | 35 | 19 | +16 |
|  | 5.   | Ternana              | 28 | 20 | 8  | 4 | 8  | 29 | 25 | +4  |
|  | 6.   | Apulia Trani         | 27 | 20 | 7  | 6 | 7  | 22 | 24 | -2  |
|  | 7.   | Pescara              | 21 | 20 | 5  | 6 | 9  | 23 | 29 | -6  |
|  | 8.   | Formello Cross Roads | 19 | 20 | 5  | 4 | 11 | 32 | 52 | -20 |
|  | 9.   | Monreale             | 17 | 20 | 5  | 2 | 13 | 17 | 48 | -31 |
|  | 10.  | S. Egidio            | 16 | 20 | 3  | 7 | 10 | 21 | 37 | -16 |
|  | 11.  | Crotone              | 5  | 20 | 1  | 2 | 17 | 16 | 57 | -41 |

Legenda:
      Promossa in Serie B 2021-2022
Note:
Tre punti a vittoria, uno a pareggio, zero a sconfitta.

### Risultati
|                      | ApT  | Chi  | Cro  | FCR  | Lec  | Mon  | Pal  | Pes  | Res  | SEg  | Ter  |
| -------------------- | ---- | ---- | ---- | ---- | ---- | ---- | ---- | ---- | ---- | ---- | ---- |
| Apulia Trani         | –––– | 1-1  | 3-0  | 0-3  | 2-0  | 3-2  | 3-4  | 3-0  | 0-1  | 0-0  | 0-0  |
| Chieti               | 1-1  | –––– | 1-0  | 5-2  | 2-2  | 2-1  | 1-1  | 1-1  | 3-1  | 4-1  | 1-0  |
| Crotone              | 0-2  | 0-2  | –––– | 2-7  | 0-2  | 2-2  | 1-6  | 1-2  | 0-3  | 4-2  | 1-6  |
| Formello Cross Roads | 1-1  | 0-1  | 2-1  | –––– | 1-6  | 2-1  | 3-6  | 1-5  | 2-3  | 0-0  | 2-2  |
| Lecce Women          | 1-0  | 1-2  | 2-0  | 3-1  | –––– | 2-0  | 0-2  | 0-0  | 1-1  | 3-0  | 0-1  |
| Monreale             | 0-1  | 0-3  | 3-2  | 0-3  | 0-4  | –––– | 2-6  | 1-0  | 0-6  | 0-0  | 1-0  |
| Palermo              | 1-0  | 6-1  | 3-1  | 7-0  | 2-0  | 2-0  | –––– | 4-2  | 1-0  | 3-2  | 3-1  |
| Pescara              | 0-1  | 0-3  | 1-1  | 2-1  | 1-1  | 0-1  | 3-2  | –––– | 1-1  | 2-0  | 0-0  |
| Res Women            | 6-0  | 2-2  | 4-0  | 4-0  | 2-2  | 4-0  | 3-1  | 2-1  | –––– | 5-2  | 0-1  |
| Sant'Egidio          | 1-1  | 0-1  | 2-0  | 0-0  | 1-1  | 2-3  | 1-5  | 2-0  | 0-4  | –––– | 5-1  |
| Ternana              | 2-0  | 0-1  | 2-0  | 3-1  | 1-4  | 4-0  | 0-1  | 3-2  | 2-3  | 0-0  | –––– |